# Pedro Pablo Bermúdez
Pour les articles homonymes, voir Bermúdez.
Pedro Pablo Bermúdez Ascarza (Tarma, 27 juin 1793 – Lima, 30 mars 1852), est un soldat et homme d'État péruvien. Il fut président du Pérou pour une courte période de janvier à avril 1834.
Il gouverne en même temps que Luis José de Orbegoso y Moncada, qui est lui aussi élu président de la république. Ils s'affrontent pour le contrôle du pouvoir. Malgré le soutien du maréchal Agustin Gamarra. Il est vaincu puis exilé au Costa Rica à deux reprises, où il épouse Rosalia Escalante Nava, membre d'une famille influente dans ce pays.